# Jan Vratislav z Mitrovic
Jan Vratislav z Mitrovic (německy Johann Wratislaw von Mitrowitz, 1460 – 14. února 1520, Dobřany) byl český šlechtic ze starého českého rodu Vratislavů z Mitrovic. Žil ve druhé polovině 15. a na začátku 16. století.

## Život
Narodil se jako syn pražského purkrabího Vratislava z Mitrovic (1462–1463) a jeho manželky Markéty rozené z Vrtby. 
Když se v letech 1462 a 1463 rozhořely spory mezi císařem Bedřichem III. a jeho bratrem arcivévodou Albrechtem VI., jejichž obětí se stal vídeňský starosta Wolfgang Holzer, spěchal Jiří z Poděbrad z Čech na pomoc císaři. V doprovodu krále Jiřího byl i také Jan Vratislav, který se angažoval v usmíření s mezi císařem a vzbouřenými Rakušany. 
Král Vladislav Jagellonský, který v roce 1500 Janovi propůjčil úřad nejvyššího lovčího v Českém království, mu v listině z roku 1503 udělil také povolení k lovu jelenů, zajíců, ptáků, vlků a lišek v dobříšských lesích směrem na Prahu a do čtvrt míle od Dobříše.  

### Manželství a rodina
Z Janova manželství s Annou Karlovou ze Svárova se narodil syn Václav, který se se svými syny Jiřím a Štěpánem stal dalším pokračovatelem rodu.